# Marco Sau
Marco Sau (Sorgono, 3 november 1987) is een Italiaans voetballer die doorgaans als aanvaller speelt. Hij verruilde Cagliari in januari 2019 voor Sampdoria. Sau debuteerde in 2013 in het Italiaans voetbalelftal.

## Clubcarrière
Sau komt uit de jeugdopleiding van Cagliari. Hij werd eerst vijf seizoenen uitgeleend aan vijf verschillende clubs vooraleer hij rijp werd geacht om in het eerste elftal te spelen. Hij speelde zo tussen 2007 en 2012 voor ASD Manfredonia, UC AlbinoLeffe, Calcio Lecco, US Foggia en SS Juve Stabia. Op 15 september 2012 maakte hij zijn eerste doelpunt voor Cagliari in de Serie A, tegen Palermo. In november 2012 scoorde hij twee keer tegen Internazionale, in een duel dat in 2-2 eindigde.

## Interlandcarrière
Onder leiding van bondscoach Cesare Prandelli maakte Sau zijn debuut voor de nationale ploeg van Italië op vrijdag 31 mei 2013 in een oefeninterland tegen San Marino (4-0) in Bologna. Hij viel in dat duel na 50 minuten in voor de andere debutant, Giacomo Bonaventura.

## Erelijst
Cagliari Calcio
- Serie B

2015/16
1 Vismara ·
3 Barreca ·
4 Vieira ·
5 Pio Riccio ·
6 Romagnoli ·
7 Bellemo ·
8 Ricci ·
9 Coda ·
10 Tutino ·
11 Pedrola ·
14 Kasami ·
15 Akinsanmiro ·
16 Borini ·
17 Meulensteen ·
18 Venuti ·
20 La Gumina ·
21 Giordano ·
22 Ghidotti ·
23 Depaoli ·
24 Bereszyński  ·
25 Ferrari ·
28 Yepes ·
29 Girelli ·
30 Ravaglia ·
31 Vulikić ·
33 Silvestri ·
43 Ntanda ·
44 Ioannou ·
80 Benedetti ·
84 Sekulov ·
Coach: Sottil
· Assistent-coach: Baronio